# Sportovec roku 1984

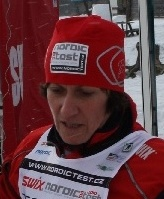
Květa Jeriová

Sportovec roku 1984 byl 26. ročník ankety sportovních novinářů o nejlepšího sportovce Československa. Vítězem se stala běžkyně na lyžích Květa Jeriová, která toho roku získala bronz v individuálním závodě na 5 kilometrů na olympijských hrách v Sarajevu. V družstvech zvítězila ženská lyžařská štafeta z těchto her, která vybojovala stříbro. I její součástí byla Jeriová, dalšími členkami byly Dagmar Švubová, Blanka Paulů a Gabriela Svobodová.

## První desítka jednotlivci
1. Květa Jeriová (lyžování)
2. Petr Jirmus (letecká akrobacie)
3. Radomír Šimůnek (cyklokros)
4. Olga Charvátová (alpské lyžování)
5. Zoltán Demján (horolezectví)
6. Zdeňka Šilhavá (atletika)
7. Pavel Ploc (skoky na lyžích)
8. Jan a Jindřich Pospíšilové (kolová)
9. Taťána Kocembová (atletika)
10. Jozef Psotka (horolezectví)

## První trojka družstva
1. štafeta lyžařek na 4×5 km ze ZOH
2. házenkáři Dukly Praha
3. fedcupový tým Československa